# Архангельское (Глазуновский район)
Архангельское — село в Глазуновском районе Орловской области России. 
Административный центр Очкинского сельского поселения в рамках организации местного самоуправления и центр Очкинского сельсовета в рамках административно-территориального устройства.

## География
Расположено в 13 км к юго-западу от райцентра, посёлка городского типа Глазуновка, и в 65 км к югу от центра города Орёл.

## Население
| 2002 | 2010 |
| ---- | ---- |
| 286  | ↘235 |

Согласно результатам переписи 2002 года, в национальной структуре населения русские составляли 97 % от жителей.